# (20442) 1999 JK52
A (20442) 1999 JK52 a Naprendszer kisbolygóövében található aszteroida. A LINEAR projekt keretében fedezték fel 1999. május 10-én.